# Karl-Erik Barkelund
Karl-Erik Barkelund, född 14 januari 1902 i Veckholm Uppsala län, död 20 mars 1984 i Stockholm, var en svensk arkitekt.

## Biografi
Barkelund avlade studentexamen i Uppsala och utexaminerades 1927 från arkitektlinjen vid Kungliga Tekniska Högskolan i Stockholm. Därefter hade han anställningar vid olika arkitektkontor i Stockholm. Han var även i tjänst vid Stockholms kommun innan han i slutet av 1930-talet kom till fortifikationsförvaltningen. 
Där arbetade han som kontrollant i samband med bygget av nya militära flygfält, bland dem Stockholm-Barkarby flygplats, Lidköping-Såtenäs flygplats och Uppsala-Ärna flygplats. Han tjänstgjorde vid fortifikationsförvaltningen fram till sin pensionering. Till hans få civila uppdrag som självständig arkitekt hörde tillbyggnad av Klingska huset i Solberga som han ritade 1939.